# Нежность к ревущему зверю (фильм)
«Нежность к ревущему зверю» (укр. Ніжність до ревучого звіра) — советский трехсерийный телефильм 1982 года, снятый режиссерами Владимиром Попковым и Станиславом Третьяковым на Киностудии им. А. Довженко. Экранизация одноимённого романа Александра Бахвалова.

## Сюжет
В основе сюжета рассказ-интервью, данное журналисту летчиком-испытателем Боровским. Испытание нового реактивного самолета, психология человеческой жизни, проблемы и радости летчиков — все это тесно переплетено в фильме.

## В ролях
- Игорь Ледогоров — Донат Кузьмич Боровский
- Геннадий Шкуратов — Борис Михайлович Долотов (озвучил Сергей Малышевский)
- Паул Буткевич — Сергей Александрович Санин
- Александр Граве — Николай Сергеевич Соколов
- Николай Денисов — Виктор Захарович Извольский
- Юрий Визбор — Одинцов, журналист
- Юрий Критенко — Иосиф Антонович Углин
- Юрий Саранцев — Козлевич
- Всеволод Сафонов — Разумихин (озвучил Феликс Яворский)
- Сергей Иванов — Карауш (роль озвучена другим актером)
- Владимир Талашко — Трефилов, летчик-испытатель
- Антонина Лефтий — Ирина
- Елизавета Дедова — Валерия
- Павел Морозенко — Савелий Петрович Добротворский (озвучил Евгений Паперный)
- Владимир Алексеенко — Павел Петрович
- Александр Ануров — Владимир Иванович, представитель министерства
- Агафья Болотова — Валентина Васильевна, жена Козлевича
- Клавдия Волкова — вахтер
- Вячеслав Воронин — представитель министерства
- Михаил Драновский — журналист
- Валентина Ивашова — Ксения Ивановна
- Галина Ковганич — Тома
- Юрий Мисенков — участник совещания
- Алиция Омельчук — врач
- Вилорий Пащенко — участник совещания
- Анатолий Переверзев — представитель отдела автоматики
- Борис Романов — знакомый Бориса
- Валерий Свищёв — летчик-испытатель
- Виктор Степаненко — знакомый Бориса
- Дмитрий Франько — Яким Иванович, знакомый Бориса
- Игорь Шкурин — представитель металлургов

### В эпизодах
- Г. Минакова
- Юрий Непша
- Евгений Пашин
- Виктор Полищук
- Юрий Рудченко
- Анатолий Соколовский

## Съёмочная группа
- Режиссеры: Владимир Попков, Станислав Третьяков
- Сценаристы: Александр Бахвалов, Алексей Леонтьев, Станислав Третьяков
- Оператор: Валерий Рожко
- Композитор: Олег Кива
- Художник: Петр Слабинский

## Критика
Критик Е. Чекалова в газете «Советская культура» весьма критично оценила фильм, назвав его «малоудачным». В частности, она написала: «…как авторы фильма ни убеждали нас в созвучности этих песен жизни героев, их подлинный лиризм и теплота лишь оттеняли вялое течение событий на экране».

## Факты
- Актриса Елизавета Дедова, исполнившая Валерию в фильме, считает свою роль одной из «самых удачных за всю свою кинокарьеру».

Из всего, сыгранного Е. Дедовой в кино за пять лет после института, сама она отмечает прежде всего три роли: Стефу в «Тайнах святого Юра», Ирину Кабардину в «Преодолении» и Валерию в телефильме «Нежность к ревущему зверю».
— 